# 연방수사국 형사사법정보부
연방수사국 형사사법정보부 (FBI Criminal Justice Information Services Division)는 미국 연방수사국 소속 기관으로, 웨스트버지니아주 해리슨군 클락스부르크에 위치해 있다. 법 집행, 국가 안보 및 지능 커뮤니티 파트너 및 일반 대중을 담당하고 있다.